# László Tőkés
László Tőkés (Cluj-Napoca, 1. travnja 1952.) je rumunjski političar mađarske nacionalnosti i svećenik.

### Životopis
László Tőkés rođen je 1. travnja 1952. u Cluj-Napoci.
Pokušaj premještanja s položaja pomoćnika svećenika u Temišvaru i prisilnog protjerivanja iz njegove crkve pokrenuo je prosvjede početkom rumunjske revolucije 1989. godine. Dana 17. prosinca 1989., dva dana nakon što su skupovi započeli u znak podrške svećeniku Tokesu, diktator Ceausescu naredio je streljanje prosvjednika. Šezdesetak ih je ubijeno, a više od 2.000 ranjeno. Dana 21. prosinca 1989. demonstracije su stigle u Bukurešt, oko 550 kilometara istočnije. Dana 22. prosinca Ceausescu i njegova supruga Elena pokušali su pobjeći helikopterom prije nego što su uhićeni, suđeni i pogubljeni 25. prosinca. Revolucija završava padom Nicolae Ceaușescua i krajem komunističke ere u Rumunjskoj.